# Basket Parma
L'Associazione Basket Parma era la principale società di pallacanestro femminile di Parma. Dal 2016 prende il nome di Tigers Parma Basket Academy e riparte dal campionato di serie B femminile. 

## Storia
La società nasce nel 1962 nei campionati di Prima Divisione avvalendosi quasi subito di un importante sponsor, Salvarani, industria di arredamento di Baganzola, che accompagna la squadra nella veloce scalata alla serie B. Corre l'anno 1969 quando il pool parmense vede la consacrazione nella categoria che successivamente prenderà il nome di A2. Bisogna attendere qualche anno, precisamente la stagione 1974-75, per vedere militare il team parmigiano nella massima serie, anche se un eccesso di entusiasmo o un impatto brutale sono la causa della sua immediata retrocessione. Non si fa attendere il rientro in serie A che arriva nella stagione 1976 con lo sponsor Foglia & Rizzi; la squadra conclude la stagione regolare posizionandosi al terzo posto e settima nella classifica finale della poule scudetto. 
I campionati 1979-1980 e 1980-81 sono caratterizzati da due difficili lotte per la salvezza. La neo presidenza di Giovanni Bertolazzi e una modifica del regolamento FIP, che consente ora l'acquisto di una straniera per squadra, favoriscono l'accesso dell'americana Sandra Murray. Ma la formazione neopromossa non garantisce continuità e così approda due volte alla poule scudetto (1981-82; 1982-83), ma nelle tre stagioni successive (1983-84; 1984-85; 1985-86) conquista faticosamente la salvezza. Nella seconda metà degli anni '80 grazie a una seconda modifica apportata al regolamento, il presidente Bertolazzi affianca alla confermata Alisha Jones, l'americana Cynthia Cooper (che vanta tuttora il maggior numero di presenze della rosa). Il Basket Parma nella stagione 1987-88, all'epoca targato Primizie, conquista il quarto posto in campionato, entrando così nei play-off e accedendo alle qualificazioni della competizione europea, la Coppa Ronchetti. Il doppio traguardo raggiunto vede un epilogo in cui il Primizie Basket Parma si vede abbinato, nei quarti di finale europea, alla squadra russa che successivamente si aggiudicherà il trofeo, Cska Mosca, mentre in campionato è costretta a rinunciare all'estro tecnico della Cooper, ferma a causa di un infortunio, vedendo sfumare così i sogni dello scudetto: conclude al quarto posto. La stagione 1989-90, in cui il Primizie si posiziona al secondo posto in campionato, prepara la società a una data storica. È il 1990: sulla panchina assistiamo al ritorno di Stefano Tommei e in campo alla riapparizione di Marinella Draghetti e alla ripresa di Cynthia Cooper, affiancata da Carvie Upshaw. Il frutto di questa sinergia è la conquista per il Basket Parma, nella sua seconda apparizione europea, della Coppa Ronchetti nella città bosniaca di Tuzla (23 marzo 1990). Nessuna possibilità di replica in Europa per la stagione 1990-91: la Federazione europea nega alla vincitrice del trofeo la qualificazione di diritto per l'anno successivo. In campionato, quello stesso anno, la squadra si posiziona all'ottavo posto. Il trentennale della fondazione della società viene festeggiato con un quinto posto in campionato 1991-92 e la qualificazione in extremis per l'anno successivo alla coppa Ronchetti. Ormai la squadra ha raggiunto quella condizione tale che le consente di posizionarsi nei piani alti della classifica: 3º posto nel campionato 1992-93 e conquista della Coppa Ronchetti contro la polacca TS Olimpia Poznań; 2º posto in quello 1993-1994 e finalista nella competizione europea; 3º posto nei campionati 1994-95 (oltre che finalista di Coppa Ronchetti contro Cesena); 6° nel 1995-96; 2º posto nel 1996-97, finalista in Coppa Ronchetti contro CSKA Mosca, ma battuta nel palazzetto di casa; 5º posto nella stagione 1997-98. Nel 1998-99 il numero di squadre partecipanti passa da dodici a quattordici; la Cariparma Parma, rientrando tra quelle che disputano gli ottavi di finale, non ha la meglio sulla squadra siracusana Isab Priolo e conclude la stagione prima di poter sostenere i play-off scudetto. Nell'anno 1999-2000 il secondo posto conquistato nella stagione regolare le consente di entrare direttamente nella fase dei quarti di finale, ma perde contro La Spezia e vede svanire nuovamente i sogni di gloria. Ben diversa la conclusione nella coppa continentale che vede affrontare il team gialloblù e l'allora detentrice del trofeo, Caja Rural Las Palmas. La Cerve Parma si aggiudica la terza coppa Ronchetti.
Al termine della stagione 2000-2001 arriva l'agognato scudetto. La Cerve Parma vince i play-off e si laurea per la prima volta Campione d'Italia centrando la doppietta con la conquista della seconda Coppa Italia.
Nella stagione 2008-09, la Lavezzini Parma si qualifica per i play-off per lo scudetto classificandosi al quinto posto. Nei quarti di finale le parmensi vengono subito eliminate dal Club Atletico Faenza per 2-1.
Nel 2013-14 all'allenatore Francesco Iurlaro, che si è dimesso per motivi familiari, è subentrato Massimo Olivieri. Olivieri è stato esonerato l'8 gennaio 2015, gli è subentrato Mauro Procaccini.
Al termine della stagione 2015-16 rinuncia alla Serie A1 ripartendo dalla Serie B. 
Nella stagione 2017/18 perde in finale contro Bolzano per salire in A2. Nella stagione 2018/19 perde in semifinale contro Ariano Irpino. Nella stagione 2019/20 vince il proprio girone di regular season, ma a causa della pandemia di COVID-19 il campionato viene sospeso e poi interrotto prima della disputa dei play-off, senza l'assegnazione di promozioni e retrocessioni.

## Roster 2019/2020
| N° | Nome             | Nazionalità | Anno |
| -- | ---------------- | ----------- | ---- |
| 5  | Petrilli Nicole  | Italia      | 1996 |
| 6  | Corsini Silvia   | Italia      | 1984 |
| 7  | Accini Dyana (C) | Italia      | 1989 |
| 9  | Besagni Veronica | Italia      |      |
| 15 | Vaccari Monica   | Italia      | 1991 |
| 16 | Minari Martina   | Italia      | 1997 |
| 24 | Ghezzi Veronica  | Italia      | 2000 |
| 33 | Vettori Greta    | Italia      | 2000 |
|    | Chiara Stefanini | Italia      |      |
|    | Alessia Fatadey  | Italia      | 1995 |
|    | Annalisa Podestà | Italia      |      |
|    | Bianca Rizzi     | Italia      |      |
|    | Laura Rinaldi    | Italia      | 1989 |

## Cronistoria
| Cronistoria del Basket Parma |
| --- |
| - 1962 · fondazione dell'Associazione Basket Parma - 1973-74 · in Serie B, promossa in Serie A - 1974-75 · Despar, 12ª in Serie A, retrocessa in Serie B - 1975-76 · in Serie B, promossa in Serie A - 1976-77 · Foglia&Rizzi, 2ª nel Girone B di Serie A, 7ª in Poule Scudetto - 1977-78 · Foglia&Rizzi, 3ª nel Girone A di Serie A, 8ª in Poule Scudetto - 1978-79 · Canali, 4ª nel Girone A di Serie A, 7ª in Poule Scudetto - 1979-80 · Canali, 6ª nel Girone B di Serie A, 5ª in Poule Salvezza - 1980-81 · Canali, 5ª nel Girone A di Serie A1, 5ª in Poule Salvezza - 1981-82 · Dietalat, 4ª nel Girone A di Serie A1, 8ª in Poule Finale - 1982-83 · Dietalat, 4ª nel Girone A di Serie A1, 3ª in Poule Finale, quarti dei play-off - 1983-84 · Welding, 6ª nel Girone A di Serie A1, 5ª in Poule Recupero - 1984-85 · Starter, 5ª nel Girone B di Serie A1, 4ª in Poule Recupero - 1985-86 · Starter, 6ª nel Girone B di Serie A1, 4ª in Poule Recupero, 1ª negli spareggi salvezza, eliminata negli ottavi dei play-off - 1986-87 · Starter, 10ª in Serie A1, eliminata negli ottavi dei play-off - 1987-88 · Primizie, 4ª in Serie A1, semifinale dei play-off - 1988-89 · Primizie, 2ª in Serie A1, semifinale dei play-off Quarti di finale in Coppa Ronchetti. - 1989-90 · Primizie, 8ª in Serie A1, quarti dei play-off; Vincitrice della Coppa Ronchetti (1º titolo). - 1990-91 · Primizie, 11ª in Serie A1. - 1991-92 · Primizie, 5ª in Serie A1, quarti dei play-off. - 1992-93 · Primizie, 3ª in Serie A1, semifinale dei play-off; Vincitrice della Coppa Ronchetti (2º titolo). - 1993-94 · Primizie, 2ª in Serie A1, semifinale dei play-off Finalista di Coppa Ronchetti. - 1994-95 · Primizie, 3ª in Serie A1, quarti dei play-off Finalista di Coppa Ronchetti. - 1995-96 · Cariparma, 6ª in Serie A1, partecipa ai play-off - 1996-97 · Cariparma, 3ª in Serie A1, finalista dei play-off - 1997-98 · Cariparma, 5ª in Serie A1, quarti dei play-off. Vincitrice della Coppa Italia (1º titolo); Vincitrice della Supercoppa Italiana (1º titolo). - 1998-99 · Cariparma, 5ª in Serie A1, quarti dei play-off - 1999-00 · Cerve, 2ª in Serie A1, quarti dei play-off. Vincitrice della Coppa Ronchetti (3º titolo). - 2000-01 · Cerve, 1ª in Serie A1, vince i play-off, campione d'Italia (1º titolo); Vincitrice della Coppa Italia (2º titolo). - 2001-02 · Meverin, 2ª in Serie A1, semifinale dei play-off; Vincitrice della Coppa Italia (3º titolo). - 2002-03 · Meverin, 5ª in Serie A1, partecipa ai play-off; Vincitrice della Supercoppa Italiana (2º titolo). - 2003-04 · Meverin, 1ª nel Girone A di Serie A1, 2ª nel Girone B di seconda fase, finalista dei play-off - 2004-05 · Meverin, 3ª in Serie A1, partecipa ai play-off - 2005-06 · Stem Marine, 10ª in Serie A1 - 2006-07 · Lavezzini, 6ª in Serie A1, quarti dei play-off - 2007-08 · Lavezzini, 5ª in Serie A1, quarti dei play-off - 2008-09 · Lavezzini, 5ª in Serie A1, quarti dei play-off - 2009-10 · Lavezzini, 9ª in Serie A1, salva ai play-out - 2010-11 · Lavezzini, 10ª in Serie A1, salva ai play-out - 2011-12 · Lavezzini, 7ª in Serie A1, quarti dei play-off - 2012-13 · Lavezzini, 3ª in Serie A1, semifinale dei play-off - 2013-14 · Lavezzini, 6ª in Serie A1, quarti dei play-off. - 2014-15 · Lavezzini, 10ª in Serie A1. - 2015-16 · Lavezzini, 6ª in Serie A1, quarti dei play-off. |

## Sponsor e allenatori
- dal 1964 al 1970 - Salvarani
- dal 1970 al 1973 - Parmalat
- 1974-1975        - Despar
- dal 1976 al 1978 - Foglia & Rizzi
- dal 1978 al 1981 - Pellicce Canali
- dal 1981 al 1983 - Dietalat
- dal 1983 al 1984 - Welding
- dal 1984 al 1987 - Starter
- dal 1987 al 1995 - Primizie
- dal 1995 al 1999 - Cariparma
- dal 1999 al 2001 - Cerve
- dal 2001 al 2005 - Meverin
- 2005-2006        - Stem Marine
- dal 2006         - Lavezzini

- 1974-75 - Franco Foglia
- 1976-77; 1977-78; 1978-79 - Aldo Gierardini
- 1979-80 - Adelmo Ferrari; Stefano Tommei
- 1980-81; 1981-82; 1982-83 - Stefano Tommei
- 1983-84 - Raimondo Vecchi
- 1984-85; 1985-86 - Nidia Pausich
- 1985-86 - Raimondo Vecchi
- 1986-87; 1987-88 - Antonio Morabito
- 1988-89 - Gaspare Borlengo
- 1989-90 - Stefano Tommei
- 1990-91 - Raimondo Vecchi
- 1991-92 - Guido Novello
- 1992-93 - Gaspare Borlengo; Paolo Rossi
- 1993-94; 1994-95; 1995-96 - Paolo Rossi
- 1995-96; 1996-97 - Gino Minervini
- 1997-98 - Marco Rota
- 1998-99 - Stefano Ranuzzi
- 1999-2000; 2000-01; 2001-02 - Paolo Rossi
- 2010-2013 · Mauro Procaccini
- 2013 · Francesco Iurlaro
- 2013-2015 · Massimo Olivieri
- 2015-2017 · Mauro Procaccini

## Cestiste
- 2009-10 (A1): Gabrielė Narvičiūtė, Mariachiara Franchini, Irene Pieropan, Milica Mićović, Francesca Zara, Elena Bestagno, Laura Summerton, Ines Ajanović, Jenni Screen, Naomi Halman. Allenatore: Stefano Michelini
- 2008-09 (A1): Gabrielė Narvičiūtė, Susanna Stabile, Linda Manzini, Elena Paparazzo, Ilaria Zanoni, Francesca Zara, Daliborka Vilipić, Laura Summerton, Marija Mićović, Jenni Screen, Nathalie Porter, Alice Pozzati. Allenatore: Maurizio Scanzani
- 2007-08 (A1): Masha Maiorano, Susanna Stabile, Linda Manzini, Elena Paparazzo, Ilaria Zanoni, Valeria Battisodo, Martina Rejchová, Laurence Van Malderen, Megan Mahoney, Manuela Zanon, Jenni Screen, Cecilia Zambrini, Alice Pozzati, Safy Fall. Allenatore: Maurizio Scanzani.
- 2006-07 (A1): Masha Maiorano, Monica Bello, Linda Manzini, Claudia Corbani, Francesca Trevisan, Valeria Battisodo, Emilija Podrug, Laurence Van Malderen, Megan Mahoney, Barbara Gibertini, Jenni Screen, Dubravka Dačić, Cecilia Zambrini, Alice Pozzati. Allenatore: Maurizio Scanzani.

## Palmarès
- Campionato italiano: 1
2000-2001
- Coppa Italia: 3
1998, 2001, 2002
- Supercoppa italiana: 2
1997, 2002
- Coppa Ronchetti: 3

1989-1990, 1992-1993, 2000